# Grutungos
Grutungos (em latim: greuthungi) ou greutungos (em latim: greutungi) eram um povo godo que habitava a região das estepes do mar Negro nos séculos III e IV. Eles tinham relacionamento muito próximo com os tervíngios, também godos, mas que habitavam a margem ocidental do Dniestre. Eles se uniram depois para formar os poderosos ostrogodos.

## Etimologia

Territórios originais dos godos e culturas arqueológicas góticas entre os séculos III-IV

Grutungos pode significar "moradores das estepes" ou "povo da costa de seixos". O radical "greut-" provavelmente está relacionado ao inglês antigo "greot", que significa "cascalho", "terra", "brita". Esta interpretação é reforçada por evidências de que características geográficas eram rotineiramente utilizadas para denominar os povos que viviam ao norte do mar Negro antes e depois do assentamento dos godos na região e pela falta de evidências de uma data anterior para um nome conjunto para os tervíngios e grutungos do que o final do século III.
É possível também que grutungos tenham origens escandinavas pré-pônticas (do nome grego para o mar Negro, Ponto). O termo pode ainda significar "povo das rochas", uma forma de distinguir os ostrogodos dos gotas (da região da moderna Suécia). Jordanes de fato faz uma referência a uma evagreotingos (Evagreotingi; "ilha grutunga") na região de Escandza, mas é possível que se trate de uma lenda. Já se sugeriu também que o termo possa estar relacionado a algumas localidades na Polônia, mas a tese recebeu pouco apoio.

## História
Jordanes, um historiador de meados do século VI, identifica os grutungos do século IV com os ostrogodos dos séculos V e VI. Ele também descreve um grande reino grutungo no final do século IV, mas Amiano Marcelino, historiador do final do século IV, não o menciona. Muitos historiadores modernos, incluindo Peter Heather e Michael Kulikowski, duvidam que ele tenha alcançado alguma relevância (e, na realidade, sugerem a existência de um ou mais pequenos reinos).

## Arqueologia
Tanto os grutungos quanto os tervíngios, seus vizinhos, viveram na região e na época correspondente à Cultura de Cherniacove. Os assentamentos dessa cultura se formaram em terrenos abertos nos vales dos rios. As habitações incluem residências de piso rebaixado e barracões comunitários; o maior assentamento conhecido (Budesti) tem 35 hectares. Seus cemitérios possuem tanto cremações quanto inumações dos falecidos; entre estes, a cabeça sempre se voltava para o norte. Algumas covas eram deixadas vazias e, nas demais, geralmente se encontram vasilhames de cerâmica, pentes de osso e ferramentas de ferro, mas quase nunca armas.

## Relacionamento com os ostrogodos

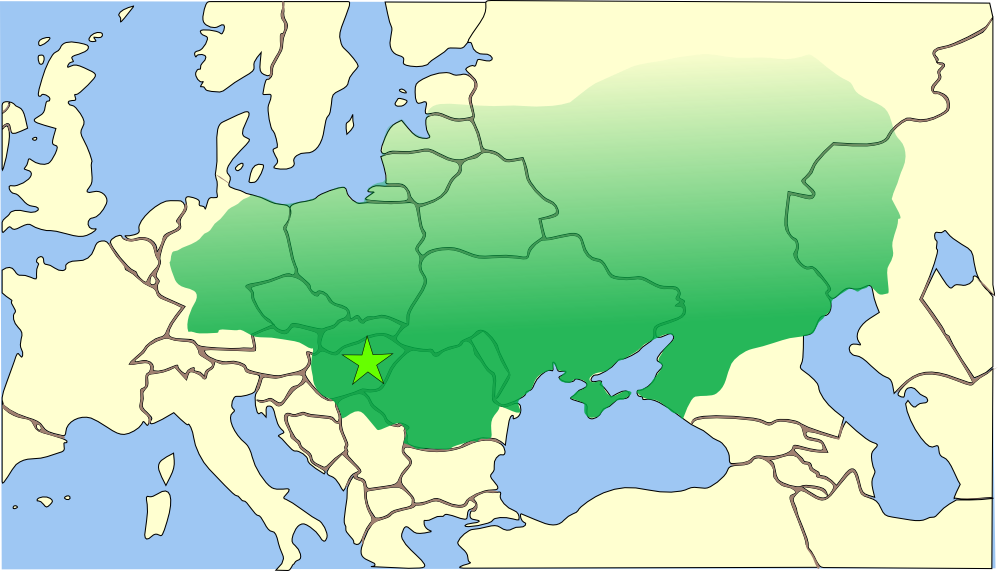
Império Huno sob r.

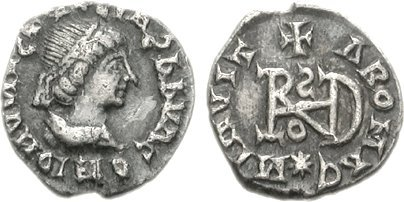
Síliqua de r.

A divisão dos godos foi atestada pela primeira vez em 291. Os grutungos foram identificados primeiro por Amiano Marcelino, que escreveu depois de 392 (ou, talvez, 395) e baseou seu relato nas palavras de um chefe tribal tervíngio que já havia aparecido nos relatos em 376. O nome "ostrogodo" apareceu num documento de setembro de 392 de Mediolano (a moderna Milão) Claudiano menciona que eles viviam junto com os grutungos viviam na Frígia. De acordo com Herwig Wolfram, as fontes primárias ou fazem uso da terminologia tervingi/greuthungi ou vesi/ostrogothi, sem jamais misturar os pares. Os quatro já foram utilizados num mesmo texto, mas o pareamento sempre é mantido (como em gruthungi, austrogothi, tervingi, visi).
Tanto Herwig Wolfram quanto Thomas Burns concluem que o termo grutungos seria um identificador geográfico utilizado pelos tervíngios para descrever um povo que se autodenominava "ostrogodo". Esta terminologia, portando, caiu em desuso depois que os godos foram expulsos de suas terras pelo Império Huno. Reforçando esta tese, Wolfram cita que Zósimo faz referência a um grupo de "citas" ao norte do Danúbio que eram chamados de grutungos pelos bárbaros do norte do rio Ister. Wolfram conclui que este povo era os tervíngios que haviam ficado para trás depois da conquista huna. Sob esta ótica, grutungos e ostrogodos seriam o mesmo povo.
A tese de que os grutungos eram os ostrogodos é reforçada também pelo relato de Jordanes, que identificou os reis ostrogóticos a partir de Teodorico, o Grande (r. 474–526) até Teodato (r. 534–536) como sendo herdeiros do rei grutungo Hermenerico. Esta interpretação, porém, apesar de muito comum entre os acadêmicos modernos, não é universal. O uso de dois termos distintos (grutungos e tervíngios) caiu em desuso logo depois de 400 e, de maneira geral, a divisão desapareceu gradualmente depois que ambos os povos entraram na esfera política e cultural do Império Romano.